# Comisario europeo
Un comisario europeo o simplemente comisario, es un miembro del Colegio de Comisarios al que le corresponde una cartera del área política y ejecutiva de la Comisión Europea que el presidente le haya encomendado al inicio de una legislatura, pudiendo existir también comisarios sin cartera. Se puede establecer un paralelismo claro, guardando ciertas distancias, entre los comisarios y los ministros comunes.
Todos ellos, incluyendo al presidente de la Comisión, al Alto Representante de la Unión para Asuntos Exteriores y Política de Seguridad y a los demás vicepresidentes que pueda nombrar aquel, se reúnen en Colegio de Comisarios. Existen tantos comisarios como Estados de la Unión: en la actualidad son 27, incluido su presidente.

## Nombramiento y cese
Los miembros de la Comisión son designados y nombrados conforme a distintos procedimientos, en función de la responsabilidad que ocupen en el seno del Colegio. Así se diferencian tres comisarios cuyo caso presenta notables especificidades dentro del proceso de nombramiento:
- el presidente de la Comisión, que es elegido directamente por mayoría absoluta por el Parlamento Europeo, previa propuesta del Consejo Europeo formulada por mayoría cualificada, en función de las elecciones europeas, tras la exposición de su programa ante la Cámara y después de un debate de investidura;
- el Alto Representante de la Unión para Asuntos Exteriores y Política de Seguridad, que es nombrado por el Consejo Europeo, de acuerdo con el presidente de la Comisión, sin perjuicio del requisito de audiencia ante la comisión parlamentaria correspondiente y del posterior nombramiento conjunto del Colegio, que deberá cumplimentar para asumir plenamente sus funciones como Vicepresidente de la Comisión;
- los demás vicepresidentes, que son nombrados como tal a voluntad por el presidente de la Comisión de entre sus miembros.

Sin perjuicio de todo lo cual, la lista completa de miembros de la Comisión ha de ser adoptada por el Consejo con el acuerdo del presidente de la Comisión. A continuación los comisarios así designados, incluido el Alto Representante pero no el presidente electo, se someterán a una fase de audiencias de evaluación ante las correspondientes comisiones parlamentarias, de acuerdo con las responsabilidades que el presidente tenga decidido atribuirles. Ha sucedido en varias ocasiones que un mal rendimiento ante las comisiones del Parlamento haya conllevado la renuncia del comisario designado, ante el riesgo de que una mala evaluación condicione la investidura de todo el Colegio. Finalmente, todos los miembros del Colegio de comisarios han de someterse a la aprobación conjunta del Parlamento Europeo, superada la cual se considerará a la Comisión investida y el Consejo Europeo procederá a nombrarla oficialmente por mayoría cualificada.

### Declaración solemne
Antes de tomar posesión de sus carteras, los comisarios deben jurar los Tratados ante el Tribunal de Justicia reunido en Gran Sala. La declaración solemne que pronuncian es la siguiente:

«Habiendo sido nombrado miembro de la Comisión Europea por el Consejo Europeo, tras obtener el voto de aprobación del Parlamento Europeo, me comprometo solemnemente: a respetar los Tratados y la Carta de Derechos Fundamentales de la Unión Europea en el desempeño de todas mis funciones; a ejercer mis responsabilidades con plena independencia, persiguiendo el interés general de la Unión; a no solicitar ni aceptar en el desempeño de mis funciones instrucciones de ningún Gobierno, institución, órgano u organismo; a abstenerme de todo acto incompatible con el carácter de mis funciones o con el desempeño de estas. Declaro formalmente haber sido informado de la obligación establecida por el Tratado de Funcionamiento de la Unión Europea en virtud de la cual todo Estado miembro debe respetar este principio y no intentar influir en los miembros de la Comisión en el desempeño de sus funciones. Me comprometo, asimismo, a respetar, mientras dure mi mandato y aún después de finalizar este, las obligaciones derivadas de mi cargo, y en especial, los deberes de honestidad y discreción en cuanto a la aceptación, una vez terminado mi mandato, de determinadas funciones o beneficios».

### Cese
Los comisarios cesan en sus funciones en cualquiera de los siguientes casos
- Por dimisión voluntaria, fallecimiento o incapacitación dictaminada por apreciación del Tribunal de Justicia de la Unión Europea;
- Por dimisión forzosa, individual o colectiva, a petición del presidente de la Comisión (conocido como «procedimiento Prodi»);[2]
- Por la adopción de una moción de censura por el Parlamento Europeo, aprobada por mayoría de dos tercios de sus diputados.

Los comisarios cesados permanecen en funciones en el ejercicio de sus cargos, hasta el nombramiento del nuevo comisario o, en caso de cese colectivo del Colegio, hasta el nombramiento de una nueva Comisión, conforme todo a las reglas antes señaladas. El comisario en funciones se limitará a despachar los asuntos ordinarios y a la eventual adopción de medidas de urgencia sobrevenida, en su caso. Se abstendrá, en lo posible, durante su actuación de todo comportamiento o medida que pudiera condicionar gravemente la actuación de su sucesor.

## Funciones de los comisarios europeos
Sin perjuicio de las funciones que colectivamente corresponden al Colegio y a la Comisión en su conjunto como institución comunitaria, existen determinadas funciones que, con carácter individual y privativo, corresponden a cada comisario. Dichas funciones suelen llevar aparejada la adscripción de una o varias Direcciones Generales y, en su caso, servicios al ámbito de responsabilidad del Comisario. Estas estructuras y unidades administrativas conforman los llamados departamentos de la Comisión, que junto con la misión política que se le atribuye al Comisario encargado suelen designarse simbólicamente con el nombre de «carteras», expresión que identifica con las responsabilidades concretas de cada comisario en la política comunitaria con las carteras azules de trabajo que el Presidente les entrega al encargarles un departamento determinado, al estilo de los ministros nacionales.
El establecimiento, configuración, modificación, estructura y contenido político de las carteras son competencia exclusiva del Presidente de la Comisión, que las fija y atribuye libremente entre sus comisarios, pudiendo también modificarlas o cambiar a sus titulares en cualquier momento. Lo mismo ocurre con las Vicepresidencias, que son creadas y suprimidas por el Presidente, y cuyos titulares ejercen las funciones específicas que lleva aparejadas por delegación del mismo. Todo esto sin perjuicio de las responsabilidades específicas que incumben al Alto Representante y Vicepresidente de la Comisión en el seno de la misma, y que incluyen la llevanza de las relaciones políticas internacionales y la coordinación de la acción exterior en el Colegio; funciones todas que le atribuye el Tratado de la Unión con carácter nato, bajo la autoridad y supervisión del Presidente.

### Vicepresidencia primera
Si bien la responsabilidad adicional que corresponde a un comisario que es además un vicepresidente de la Comisión es limitada, y se traduce más bien en un mayor peso político interno que en funciones adicionales específicas más allá de la cartera que como comisarios les corresponda (salvando lo antedicho respecto al Alto Representante como Vicepresidente de la Comisión), no es menos cierto que se presenta una excepción notable en el caso de que exista una Vicepresidencia primera. Este tiene atribuidas, además de una más clara superioridad jerárquica interna sobre el resto de miembros del Colegio, unas responsabilidades añadidas que sí suelen traslucirse en una estructura administrativa propia, que podríamos llamar también cartera, y que configuran lo más aproximado a una auténtica vicepresidencia ejecutiva.
Su existencia es potestativa, aunque hasta ahora todos los Presidentes han hecho uso de su poder para nombrar vicepresidentes destacando a uno de ellos por encima del resto, atribuyéndole de una manera u otra el rango de Primer Vicepresidente. Cuando no tienen el título de Primer Vicepresidente, suele distinguirse su responsabilidad por la asignación de la Dirección General de Comunicación.

### Comisarios sin cartera
Pueden existir también comisarios sin cartera, esto es, que no tengan atribuido departamento (direcciones generales y servicios) alguno, a los que el Presidente encomiende una responsabilidad política o funcional específica, pero no administrativa. Son el equivalente comunitario a los ministros sin cartera.
Esta situación se presentó por última vez en los últimos meses de la Comisión Prodi, cuando, con razón del ingreso de 10 nuevos Estados a la Unión tras su ampliación al este (2004), se alteró profundamente la composición del Colegio, que pasó de 20 comisarios a 25 (uno por Estado miembro, renunciando los «grandes» a sus dos comisarios). Los diez nuevos comisarios fueron asociados a diez de los antiguos en calidad de adjuntos o comisarios sin cartera.

## Lista de Comisiones Europeas desde 1958
En 1958, se formó la primera Comisión Europea, designando así a un grupo de comisarios encargados del poder ejecutivo, que formaban el órgano colegiado del Colegio de Comisarios. Así, desde este año hasta la actualidad han pasado las siguientes comisiones, designadas por el presidente electo por el Consejo Europeo y aprobado por el Parlamento Europeo. Hasta 1993, el presidente de la Comisión no lo era de la Comisión de la Unión Europea, sino de los tres tratados existentes hasta dicho año (el tratado constitutivo de la Comunidad Europea del Carbón y del Acero, el tratado constitutivo de la Comunidad Europea de la Energía Atómica y el tratado constitutivo de la Comunidad Económica Europea), a partir de entonces, el presidente de la Comisión, lo es de la Comisión Europea.
Leyenda:      Centro izquierda (actual PSE) -      liberal (actual ALDE) -      centro derecha (actual PPE) -      centro (actual PDE)
|    | Comisión                                      | Inicio de mandato        | Fin de mandato           | Áreas Políticas                                                         | Partido político / Ideología del presidente | Partido político / Ideología del presidente |
| -- | --------------------------------------------- | ------------------------ | ------------------------ | ----------------------------------------------------------------------- | ------------------------------------------- | ------------------------------------------- |
| 1  | Comisión Hallstein (Walter Hallstein)         | 1 de enero de 1958       | 30 de junio de 1967      | Hallstein I 10 comisarios Hallstein II 10 Comisarios                    | PPE / demócrata cristiano                   |                                             |
| 2  | Comisión Rey (Jean Rey)                       | 2 de julio de 1967       | 2 de julio de 1970       | Rey I 14 comisarios                                                     | ALDE / liberal                              |                                             |
| 3  | Comisión Malfatti (Franco Maria Malfatti)     | 2 de julio de 1970       | 1 de marzo de 1972       | Malfatti I 9 comisarios                                                 | PPE / demócrata cristiano                   |                                             |
| 4  | Comisión Mansholt (Sicco Mansholt)            | 22 de marzo de 1972      | 5 de enero de 1973       | Mansholt I 9 comisarios                                                 | PSE / laborista                             |                                             |
| 5  | Comisión Ortoli (François-Xavier Ortoli)      | 6 de enero de 1973       | 5 de enero de 1977       | Ortoli I 13 comisarios                                                  | PPE / gaullista                             |                                             |
| 6  | Comisión Jenkins (Roy Jenkins)                | 6 de enero de 1977       | 19 de enero de 1981      | Jenkins I 14 comisarios                                                 | PSE / laborista                             |                                             |
| 7  | Comisión Thorn (Gaston Thorn)                 | 20 de enero de 1981      | 6 de enero de 1985       | Thorn I 14 comisarios                                                   | ELDR / liberal                              |                                             |
| 8  | Comisión Delors (Jacques Delors)              | 7 de enero de 1985       | 24 de enero de 1995      | Delors I 17 comisarios Delors II 17 comisarios Delors III 18 comisarios | PSE / socialista democrático                |                                             |
| 9  | Comisión Santer (Jacques Santer)              | 25 de enero de 1995      | 15 de marzo de 1999      | Santer I 20 comisarios                                                  | PPE / socialcristiano                       |                                             |
| ~  | Comisión Marín (interina) (Manuel Marín)      | 15 de marzo de 1999      | 17 de septiembre de 1999 | Marín I 20 comisarios                                                   | PSE / socialista democrático                |                                             |
| 10 | Comisión Prodi (Romano Prodi)                 | 17 de septiembre de 1999 | 22 de noviembre de 2004  | Prodi I 20 comisarios Prodi I 30 comisarios                             | PSE / socialcristiano                       |                                             |
| 11 | Comisión Barroso (José Manuel Durão Barroso)  | 22 de noviembre de 2004  | 31 de octubre de 2014    | Barroso I 27 comisarios Barroso II 28 comisarios                        | PPE / socialconservador                     |                                             |
| 12 | Comisión Juncker (Jean-Claude Juncker)        | 1 de noviembre de 2014   | 30 de noviembre de 2019  | Juncker I 30 comisarios                                                 | PPE / demócrata cristiano                   |                                             |
| 13 | Comisión Von der Leyen (Ursula von der Leyen) | 1 de diciembre de 2019   | En el cargo              | von der Leyen I 26 comisarios                                           | PPE / demócrata cristiano                   |                                             |

Nota: *Los expresidentes están clasificados por partido político europeo. En algunos casos el partido político no existía, pero como el político era miembro de algún partido que hoy es miembro, se le ha asignado como miembro del actual partido político europeo. En caso de no tener datos claros, se ha puesto sólo su corriente ideológica.